# Âge ingrat (film, 1941)
Pour les articles homonymes, voir Âge ingrat.
Pour plus de détails, voir Fiche technique et Distribution.
Âge ingrat (Small Town Deb) est un film américain en noir et blanc réalisé par Harold D. Schuster, sorti en 1941.
L'intrigue du film a été écrite par la jeune actrice Jane Withers elle-même. C'est la première fois que cette enfant acteur est autorisée à jouer un personnage plus proche de son âge (elle a seize ans dans le film et paraît son âge).

## Synopsis
Patricia est la plus jeune d'une famille aisée de cinq personnes. Sa sœur Helen, plus âgée et snob, est la préférée de sa mère, laquelle la pousse à fréquenter la bonne société. Quant à Patricia, elle est la préférée de son père. Elle a également un frère, Tim, qui est trop occupé à vouloir paraître « cool ».
L'hostilité entre le père, très terre-à-terre, et la mère, prétentieuse, se reflète dans la rivalité entre leurs filles. Finalement, les enfants se réconcilient puis s’attellent à réconcilier leurs parents.

## Fiche technique
- Titre : Âge ingrat
- Titre original : Small Town Deb
- Réalisation : Harold D. Schuster
- Scénario : Ethel Hill, d’après une histoire créée par Jane Withers (sous le pseudonyme de Jerrie Walters)
- Photographie : Virgil Miller
- Montage : Alexander Troffey
- Musique : Emil Newman, Mack Gordon, Harry Warren
- Direction artistique : Chester Gore
- Costumes : Herschel McCoy
- Producteur : Lou L. Ostrow
- Société de production et de distribution : Fox Film Corporation
- Pays de production :  États-Unis
- Langue originale : anglais américain
- Format : noir et blanc — 35 mm — 1,37:1 — son : mono (RCA Sound System)
- Genre : comédie familiale, teen movie
- Durée : 72 minutes
- Dates de sortie : 
  - États-Unis : 7 novembre 1941
  - France : 13 juillet 1945

## Distribution
- Jane Withers : Patricia Randall
- Jane Darwell : Katie
- Bruce Edwards : Jack Richards
- Cobina Wright Jr. (en) : Helen Randall
- Cecil Kellaway : Henry Randall
- Katharine Alexander : Mme Randall
- Jackie Searl : Tim Randall
- Buddy Pepper : Chauncey Jones
- Robert Cornell : Dave Barton
- Margaret Early : Sue Morgan
- Douglas Wood : Eustace R. Richards
- John T. Murray : M. Anthony
- Ruth Gillette : l'employée
- Marie Blake : l'esthéticienne
- Jeff Corey : Hector